# Minthostachys verticillata
Minthostachys verticillata là một loài thực vật có hoa trong họ Hoa môi. Loài này được (Griseb.) Epling mô tả khoa học đầu tiên năm 1936.